# Enrique Enríquez Manrique
Enrique Enríquez Manrique (Valladolid, ? - Plasencia, 22 de enero de 1622) fue un religioso agustino español.

## Biografía
Hijo de Martín Enríquez de Almansa, que fuera virrey de México y del Perú, y de María Manrique, hija de los marqueses de Aguilar. 
Profesó en la orden de San Agustín en 1574. 
Fue prior de los conventos de la orden en Madrid, Alcalá y Valladolid, y provincial de Castilla. 
En 1602 Felipe III le presentó para suceder a su primo Pedro de Rojas en el obispado de Osma, y ocho años después fue promovido a la diócesis de Plasencia, donde se mantuvo hasta su muerte, ocurrida en 1622.
| Predecesor: Pedro de Rojas            | Obispo de Osma 1602 - 1610      | Sucesor: Fernando de Acevedo  |
| Predecesor: Pedro González de Acevedo | Obispo de Plasencia 1610 - 1622 | Sucesor: Sancho Dávila Toledo |